# Equitazione ai Giochi della XI Olimpiade - Salto ostacoli individuale
La competizione del salto ostacoli individuale di equitazione dai Giochi della XI Olimpiade si è svolta il giorno 16 agosto allo stadio Olimpico di Berlino.

## Classifica finale
| Pos.    | Binomio                         | Binomio      | Nazione        | Penalità | Spareggio | Spareggio |
| Pos.    | Cavaliere                       | Cavallo      | Nazione        | Penalità | Penalità  | Tempo     |
| ------- | ------------------------------- | ------------ | -------------- | -------- | --------- | --------- |
| Oro     | Kurt Hasse                      | Tora         | Germania       | 4        | 4         | 59"2      |
| Argento | Henri Rang                      | Delfis       | Romania        | 4        | 4         | 1'12"8    |
| Bronzo  | József von Platthy              | Sello        | Ungheria       | 8        | 0         | 1'02"6    |
| 4       | Georges Ganshof van der Meersch | Ibrahim      | Belgio         | 8        | 0         | 1'09"0    |
| 5       | Carl Raguse                     | Dakota       | Stati Uniti    | 8        | 4         | 1'02"4    |
| 6       | Xavier Bizard                   | Bagatelle    | Francia        | 12       |           |           |
| 6       | Maurice Gudin de Vallerin       | Ecuyère      | Francia        | 12       |           |           |
| 6       | Cevat Kula                      | Sapkin       | Turchia        | 12       |           |           |
| 6       | Johan Greter                    | Ernica       | Paesi Bassi    | 12       |           |           |
| 6       | José Beltrão                    | Biscuit      | Portogallo     | 12       |           |           |
| 11      | Henry de Menten de Horne        | Musaphiki    | Belgio         | 15       |           |           |
| 11      | Jan de Bruine                   | Trixie       | Paesi Bassi    | 15       |           |           |
| 11      | Arnold Mettler                  | Durmitor     | Svizzera       | 15       |           |           |
| 14      | Manabu Iwahashi                 | Falaise      | Giappone       | 15,25    |           |           |
| 15      | Renzo Bonivento                 | Osoppo       | Italia         | 18,75    |           |           |
| 16      | Gerardo Conforti                | Saba         | Italia         | 20       |           |           |
| 16      | Marten von Barnekow             | Nordland     | Germania       | 20       |           |           |
| 16      | Heinz Brandt                    | Alchimist    | Germania       | 20       |           |           |
| 16      | Domingos Coutinho               | Merle Blanc  | Portogallo     | 20       |           |           |
| 20      | Takeichi Nishi                  | Uranus       | Giappone       | 20,75    |           |           |
| 21      | Luís Mena e Silva               | Fausette     | Portogallo     | 24       |           |           |
| 21      | Heinrich Sauer                  | Gloriette    | Austria        | 24       |           |           |
| 23      | Henri van Schaik                | Santa Bell   | Paesi Bassi    | 24,5     |           |           |
| 24      | Arthur Qvist                    | Notatus      | Norvegia       | 25       |           |           |
| 25      | Arne Francke                    | Urfé         | Svezia         | 27       |           |           |
| 25      | William Bradford                | Don          | Stati Uniti    | 27       |           |           |
| 27      | Miloslav Buzek                  | Chroust      | Cecoslovacchia | 28       |           |           |
| 27      | Saim Polatkan                   | Schakal      | Turchia        | 28       |           |           |
| 29      | Constantin Apostol              | Dracustie    | Romania        | 28,75    |           |           |
| 30      | Jörg Fehr                       | Corona       | Svizzera       | 29       |           |           |
| 31      | Hans Iklé                       | Exilé        | Svizzera       | 30,5     |           |           |
| 32      | Rolf Örn                        | Kornett      | Svezia         | 31,75    |           |           |
| 33      | Ottmár Szepesi                  | Pókai        | Ungheria       | 35       |           |           |
| 34      | Cornelius Jadwin                | Ugly         | Stati Uniti    | 37,5     |           |           |
| 35      | Hirotsugu Inanami               | Asafuji      | Giappone       | 39       |           |           |
| 36      | Janusz Komorowski               | Dunkan       | Polonia        | 47,25    |           |           |
| 37      | Gerhard Egger                   | Mimir        | Austria        | 47,5     |           |           |
| 38      | Jean de Tillière                | Adriano      | Francia        | 51,25    |           |           |
| -       | Rudolf Trenkwitz                | Danubia      | Austria        | DNF      |           |           |
| -       | Yves Van Strydonk De Burkel     | Ramona       | Belgio         | DNF      |           |           |
| -       | Capel Brunker                   | Magpie       | Gran Bretagna  | DNF      |           |           |
| -       | William Greenwood Carr          | Bovril       | Gran Bretagna  | DNF      |           |           |
| -       | John Talbot-Ponsonby            | Kineton      | Gran Bretagna  | DNF      |           |           |
| -       | Elemér von Barcza               | Kopé         | Ungheria       | DNF      |           |           |
| -       | Fernando Filipponi              | Nasello      | Italia         | DNF      |           |           |
| -       | Halfdan Petterøe                | Schamyl      | Norvegia       | DNF      |           |           |
| -       | Henrik Skougaard                | Felicia      | Norvegia       | DNF      |           |           |
| -       | Michał Gutowski                 | Warszawianka | Polonia        | DNF      |           |           |
| -       | Tadeusz Sokołowski              | Zbieg II     | Polonia        | DNF      |           |           |
| -       | Toma Tudoran                    | Hunter       | Romania        | DNF      |           |           |
| -       | Gustavo Adolfo di Svezia        | Aida         | Svezia         | DNF      |           |           |
| -       | Julius Čoček                    | Chostra      | Cecoslovacchia | DNF      |           |           |
| -       | Josef Seyfried                  | Radmila      | Cecoslovacchia | DNF      |           |           |
| -       | Cevat Gürkan                    | Güdük        | Turchia        | DNF      |           |           |